# Bacillus mycoides
Bacillus mycoides je po Gramu pozitivna sporotvorna bakterija iz rodu Bacillus. V prsti je vrsta prisotna v velikih količinah. Vrsta je potencialno patogena za ljudi, nekatere ptice in ribe, ugodno pa lahko vpliva na razvoj odpornosti pri rastlinah.

## Zgradba in fiziološke značilnosti
Celice Bacillus mycoides so navadno večje od 3 mikrometrov in se povezujejo v verižice. Pri rasti na trdnem gojišču tvori kolonije s ponavljajočim se vrtinčastim vzorcem. Ukrivljenost (kot in smer razvoja: pot urinega kazalca ali nasprotno) je značilna za posamezen sev (t. i. kiralnost) in se deduje na potomce. Bacillus mycoides ima neobičajno lastnost, da se odziva na mehansko silo ter površinske razlike v strukturi trdnega gojišča. 
Celice, ki so zmožne povreti glukozo v kislino, pa so negibljive. B. mycoides je sicer zmožen tudi hidrolize škroba. Celice med sporulacijo ne nabreknejo. Prisotnost B. mycoides da pri uporabi Voges–Proskauerjevega testa pozitiven rezultat.  

## Uporaba
Bacillus mycoides se pogosto dodaja pesticidom, da bi zavrl rast nevarnih bakterij in gliv. Njegova uporaba ne izkazuje nevarnosti za človeka ali okolje.

## Vloga pri kroženju dušika
Bacillus mycides je amonificirajoča bakterija (pretvarja pepton v amonijak). Ko se amonijak topi v vodi, nastaja amonij, ki ga prevzemajo nitrificirajoče bakterije (Nitrosomonas, Nitrosococcus) in v aerobnih razmerah pretvorijo v nitrit.